# Loriot de Sao Tomé
Oriolus crassirostris
Espèce
Statut de conservation UICN

 VU D1 : Vulnérable
Le Loriot de Sao Tomé (Oriolus crassirostris) est une espèce de passereau de la famille des Oriolidae.

## Répartition
Il est  endémique à l'île de São Tomé.

## Habitat
Il habite les forêts tropicales et subtropicales humides.
Il est menacé par la perte de son habitat.